# Relatics
Relatics is een Nederlands softwarebedrijf gevestigd in Ridderkerk dat software maakt voor Model-Based Systems Engineering (MBSE) voor bouwprojecten.

## Geschiedenis
Relatics werd opgericht in 2003, onder de naam PKM Solutions, toen werktuigbouwkundigen Barry de Roode en Fred Lohman betrokken raakten bij de bouw van de Westerscheldetunnel. Lohman en de Roode leerde elkaar kennen tijdens hun studie aan de Technische Universiteit Delft waar ze het grondwerk voor de software legden die PKM Solutions toe kon passen op het Westerscheldetunnel project.
In 2010 werd de bedrijfsnaam PKM Solutions vervangen voor de naam Relatics. Hiermee werd de naam van het bedrijf gelijkgetrokken met de naam van het product.
De naam PKM Solutions was gebaseerd op de PKM-methodiek (Product Knowledge Model). Deze methodiek gaat over het object georiënteerd ontwikkelen van specificaties, waarbij informatie ontleed wordt in elementen, eigenschappen en relaties.

## Product
Relatics ontwikkelt de gelijknamige MBSE-software welke inzicht biedt in verbanden (relaties) tussen elementen van complexe (bouw)projecten waarin gewerkt volgens de principes van systems engineering. De software heeft als doel om inzicht te geven in de complexiteit van constructieprojecten.
De Relatics-software heeft in de beginjaren van het bedrijf verschillende namen gehad. De eerste versie van de software in 2003 heette Verifics en werd gebruikt door de opdrachtnemer van de Westerscheldetunnel om aan te tonen dat aan alle eisen was voldaan. In 2004 kreeg de software een opvolger met de naam PKMics, alvorens in 2008 over te gaan naar de huidige naam, Relatics. Sinds 2008 is deze naam gebleven.

## Projecten
Relatics is wereldwijd actief op, naar eigen zeggen, meer dan 2.000 projecten met 70.000 gebruikers. De software is ingezet bij onder andere de volgende projecten:
- De Westerscheldetunnel
- De renovatie van de Afsluitdijk
- De Tweede Coentunnel
- Tweede Maasvlakte
- De Ring Groningen Zuid
- Renovatie Ministerie van Financiën [5]
- De Gotthard Basistunnel
- De Sydney Metro
- Fehmarnbeltverbinding
- M2 Metro Line Tel Aviv
- Port of Neom
- Prinses Elisabetheiland
- E4 Stockholm Bypass

## Onderscheidingen
In 2005 won Relatics, toen nog onder de naam PKM Solutions, samen met het bedrijf ICOP de Nieuwbouw Innovatieprijs. De prijs werd uitgereikt omdat de beide partijen een unieke methode hadden ontwikkeld voor het aanmaken van Programma’s van Eisen (PvE’s). Hiermee werden eisen niet meer in tekst en tabellen gevat, maar in een semantisch computermodel. 
In 2005 werd Relatics ook voorgedragen voor de Broos van Erp Prijs voor de beste starter, hier werd het bedrijf runner-up. De Broos van Erp Prijs is een aanmoedigingsprijs voor de meest succesvolle startende onderneming met een zakelijke en innovatieve toepassing op het gebied van nieuwe technologie.
In 2009 en 2010 werd het bedrijf door de Deloitte Fast 50 gerangschikt onder de snelst groeidende technologiebedrijven in Nederland.
Sinds 2010 is Relatics ieder jaar uitgeroepen tot FD Gazelle. De FD Gazellen Awards worden ieder jaar uitgereikt door Het Financieele Dagblad aan de snelst groeiende bedrijven van Nederland. Relatics heeft daarmee deze award 14 keer op rij gewonnen.
In 2024 is Relatics benoemd tot Best Workplace door Great Place to Work.